# Ácido 6-metilsalicílico
El ácido 6-metilsalicílico es un compuesto orgánico derivado del ácido salicílico con la fórmula CH3C6H3(CO2H)(OH). Es un sólido blanco soluble en agua básica y en disolventes orgánicos polares. A pH neutro, el ácido existe como 6-metilsalicilato. Sus grupos funcionales incluyen un ácido carboxílico y un grupo fenol. Es uno de los cuatro isómeros del ácido metilsalicílico.
Se produce de forma natural, siendo un precursor biosintético del m-cresol. Su descarboxilación está catalizada por la enzima 6-metilsalicilato descarboxilasa (EC 4.1.1.52):
6-metilsalicilato {\displaystyle \rightleftharpoons } 3-cresol + CO2
Es un metabolito secundario aislado de Penicillium griseofulvum. También se ha encontrado en plantas del género Hydrophyllaceae.

## Biosíntesis
El ácido 6-metilsalicílico se biosintetiza a partir de un ácido triacético, el cual se reduce en el segundo grupo ceto hasta alqueno. Posteriormente se efectúa una segunda condensación de Claisen con una unidad de malonil coenzima A. El producto final cicliza por medio de una condensación aldólica y se forma el tautómero enol, el cual es más estable por aromaticidad. Todo este procedimiento es efectuado por la enzima 6-metilsalicilato sintasa (EC 2.3.1.165)

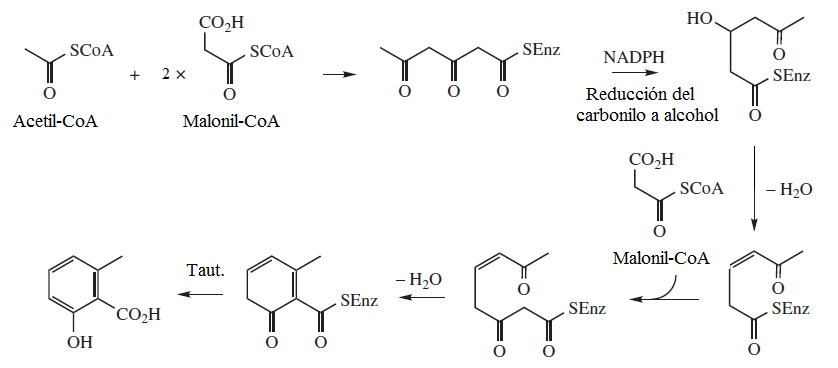
Biosíntesis del ácido 6-metilsalicílico